# St. Cyriakus (Ludwigshafen)

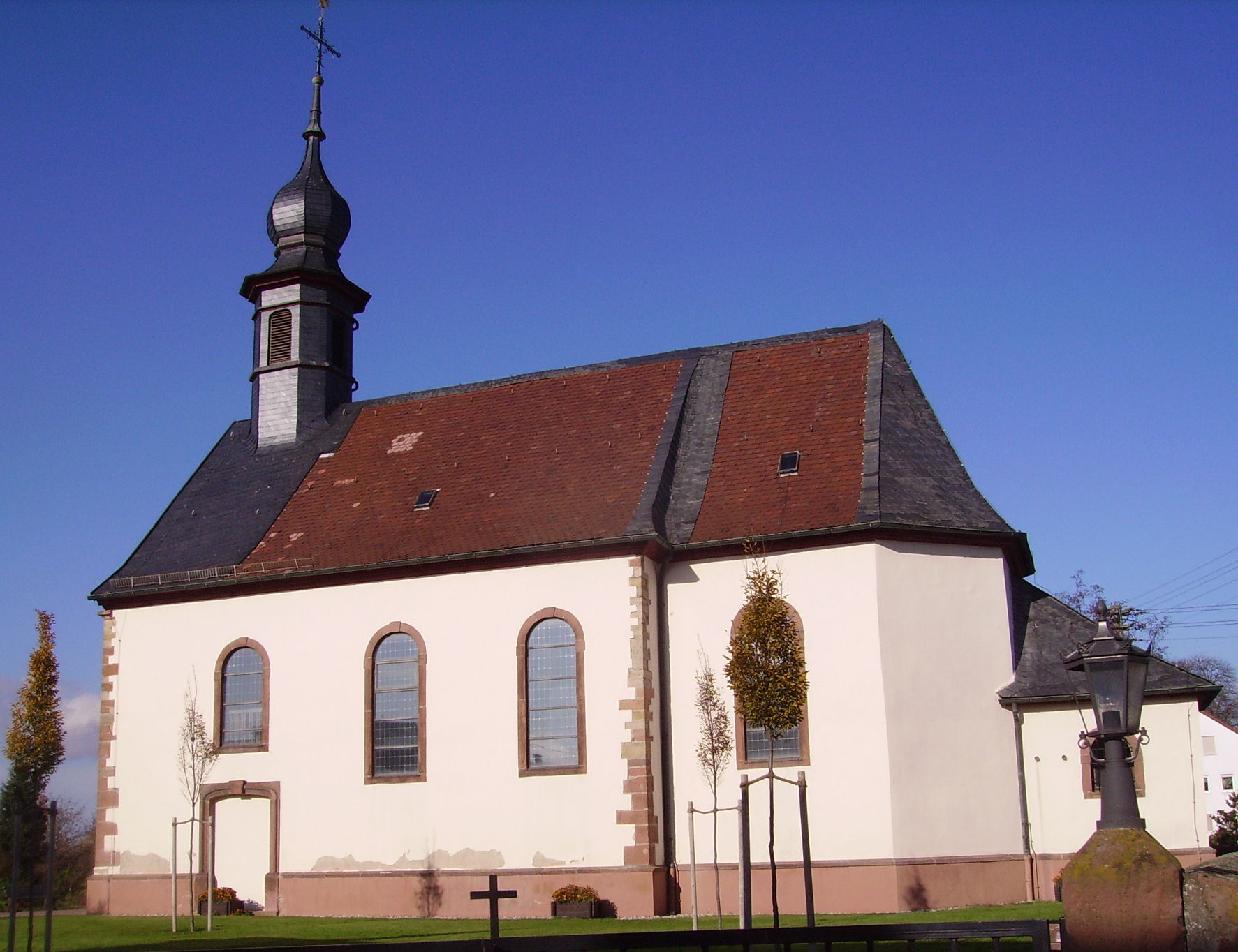
St.-Cyriakus-Kirche

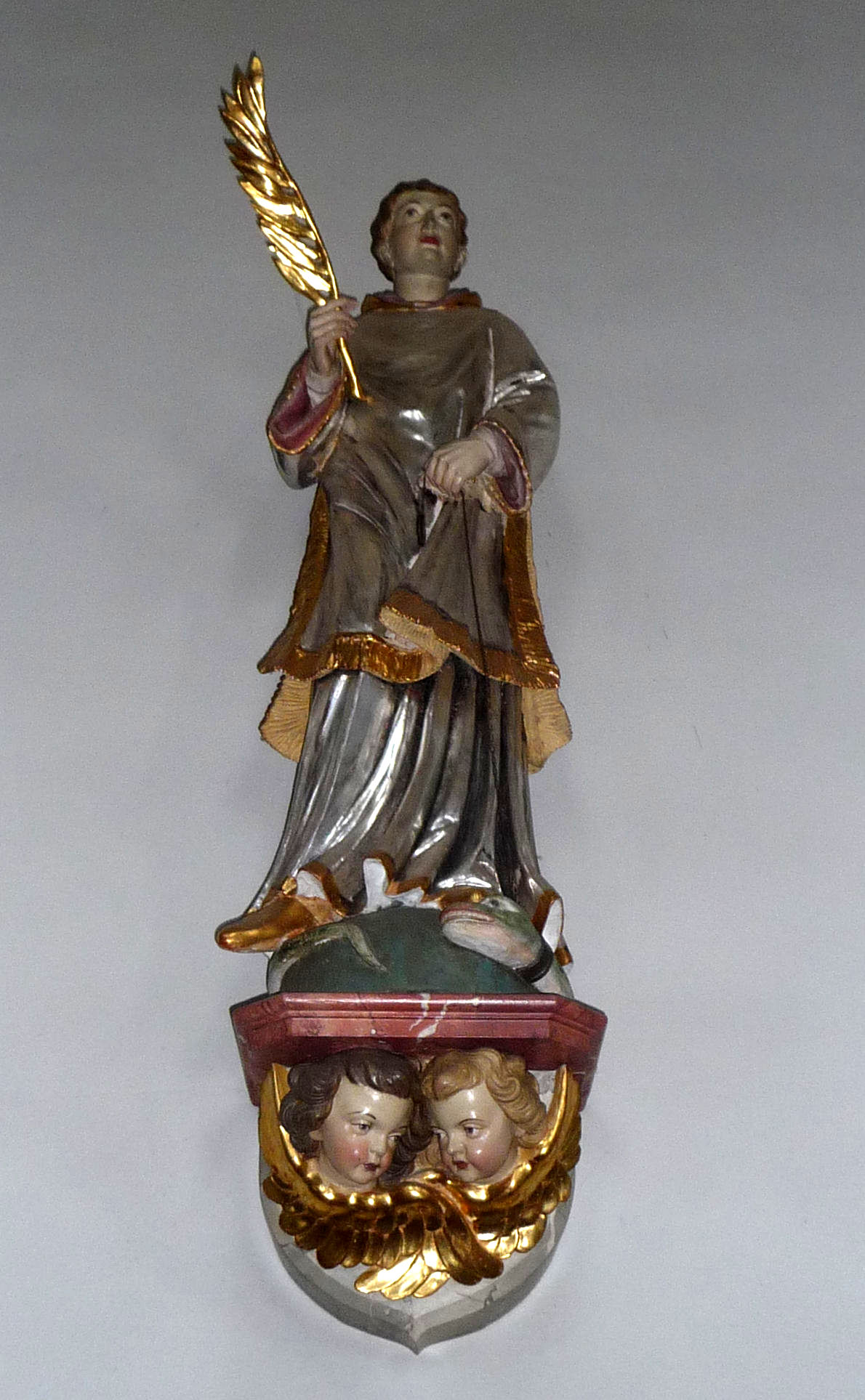
Cyriakus

Die St.-Cyriakus-Kirche ist eine katholische Kirche im Ludwigshafener Stadtteil Ruchheim. Sie wurde 1772 erbaut.

## Geschichte
Die erste sichere urkundliche Erwähnung Ruchheims war Anfang des 10. Jahrhunderts. Die St. Cyriakus geweihte Kirche wird erstmals im Jahr 1307 genannt. Sie wurde wahrscheinlich vom Neuhausener Cyriakusstift gegründet und befand sich in dessen Besitz. Im Wormser Synodale, einem Visitationsbericht der Pfarreien im Bistum Worms, wurde die Kirche 1494 beschrieben. Damals waren das Portal und das Dach schadhaft. Die Ortsherrschaft von Ruchheim hatten die Leininger als Lehen der Herren von Hirschhorn. Die Leininger wandten sich dem Luthertum zu. Nachdem das Cyriakusstift von der Kurpfalz eingenommen wurde, setzte jedoch 1567 Kurfürst Friedrich III. einen reformierten Pfarrer in Ruchheim ein. Bei der Pfälzischen Kirchenteilung zu Beginn des 18. Jahrhunderts allerdings wurde die St.-Cyriakus-Kirche den Katholiken zugewiesen.
Die heutige Kirche wurde 1772 erbaut. Von 1962 bis 1965 wurde die Sakristei angebaut. 1986–1988 fand eine stilgerechte Restaurierung statt. Zwischen 2000 und 2002 wurde die Orgel restauriert und die Kirche innen renoviert. Die St.-Cyriakus-Kirche ist seit 1993 eine Filiale der Christ-König-Kirche in Oggersheim, seit 2010 eine Pfarreiengemeinschaft mit Mariä Himmelfahrt. Im Rahmen des Konzepts Gemeindepastorale 2015 werden ab dem 1. Januar 2016 aus der Pfarrei Christ König die Gemeinde Christ König, aus der Filiale St. Cyriakus die Gemeinde St. Cyriakus und aus der Pfarrei Maria Himmelfahrt die Gemeinde Maria Himmelfahrt. Diese drei Gemeinden bilden dann die neue Pfarrei Hl. Franz von Assisi.

## Beschreibung

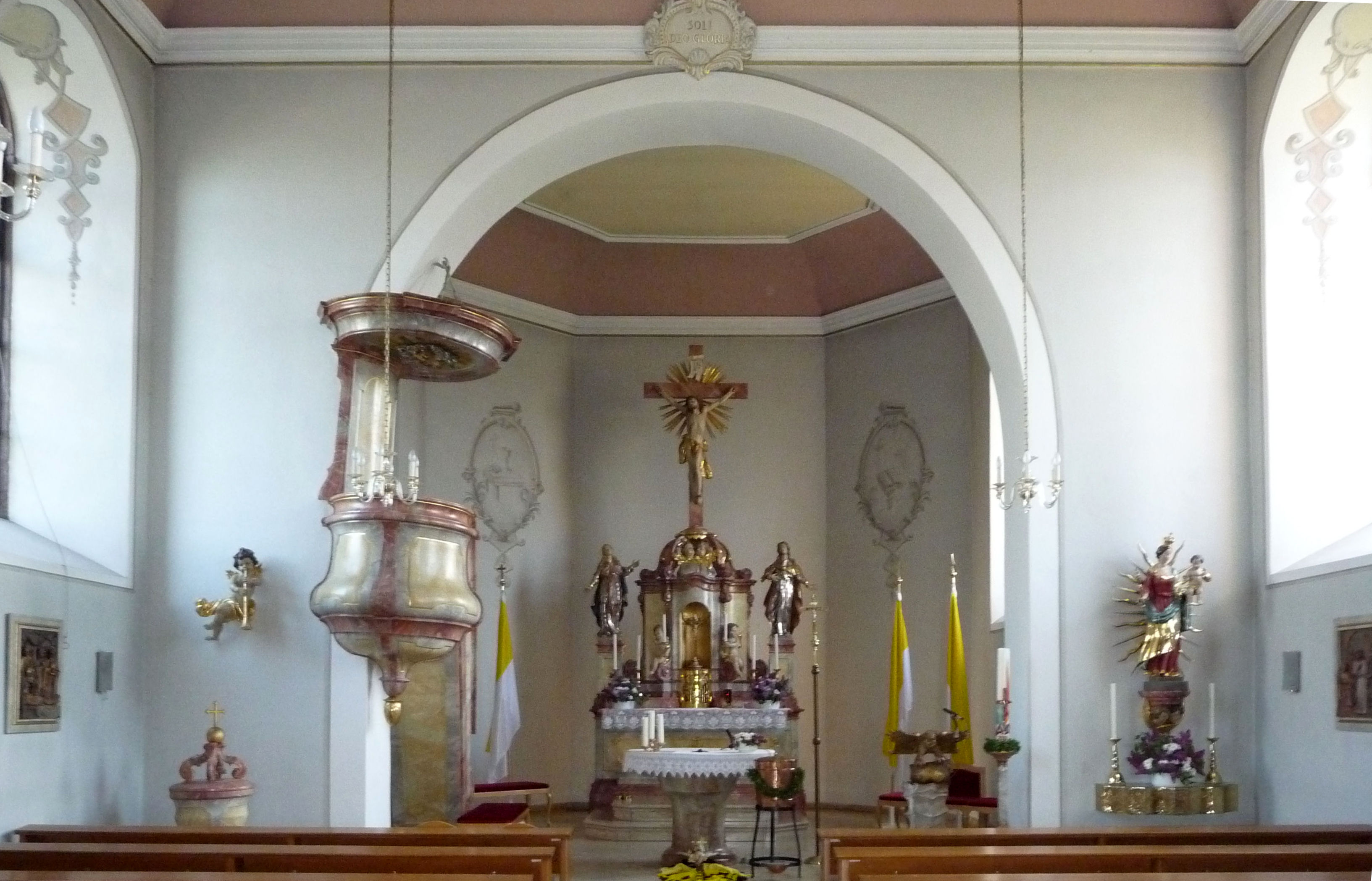
Innenraum

Die St.-Cyriakus-Kirche steht im Westen von Ruchheim. Bis 1824 war um die Kirche der Friedhof, die alte Kirchhofmauer von 1750 ist größtenteils erhalten. Die geostete Kirche ist ein spätbarocker Saalbau mit eingezogenem, dreiseitig geschlossenem Chor. Der Firstreiter mit Schweifhaube hat eine Höhe von 16,50 Metern.
Im Innern haben sich der Hochaltar, die Kanzel und eine Muttergottes-Figur aus der Erbauungszeit erhalten. Der Zelebrationsaltar und der Ambo sind von 1988.  Das Geläut besteht aus zwei Glocken mit den Schlagtönen c2 und as2. Sie wurden von Speck (Mannheim) und Hamm (Frankenthal) gegossen.

## Orgel
Die Orgel wurde um 1790 von Johann Georg Geib erbaut und 1818 von seinem Sohn Georg fertiggestellt. Sie wurde 2001 von der Firma Johannes Klais restauriert. Die Orgel besitzt 8 Register verteilt auf ein Manual und Pedal.

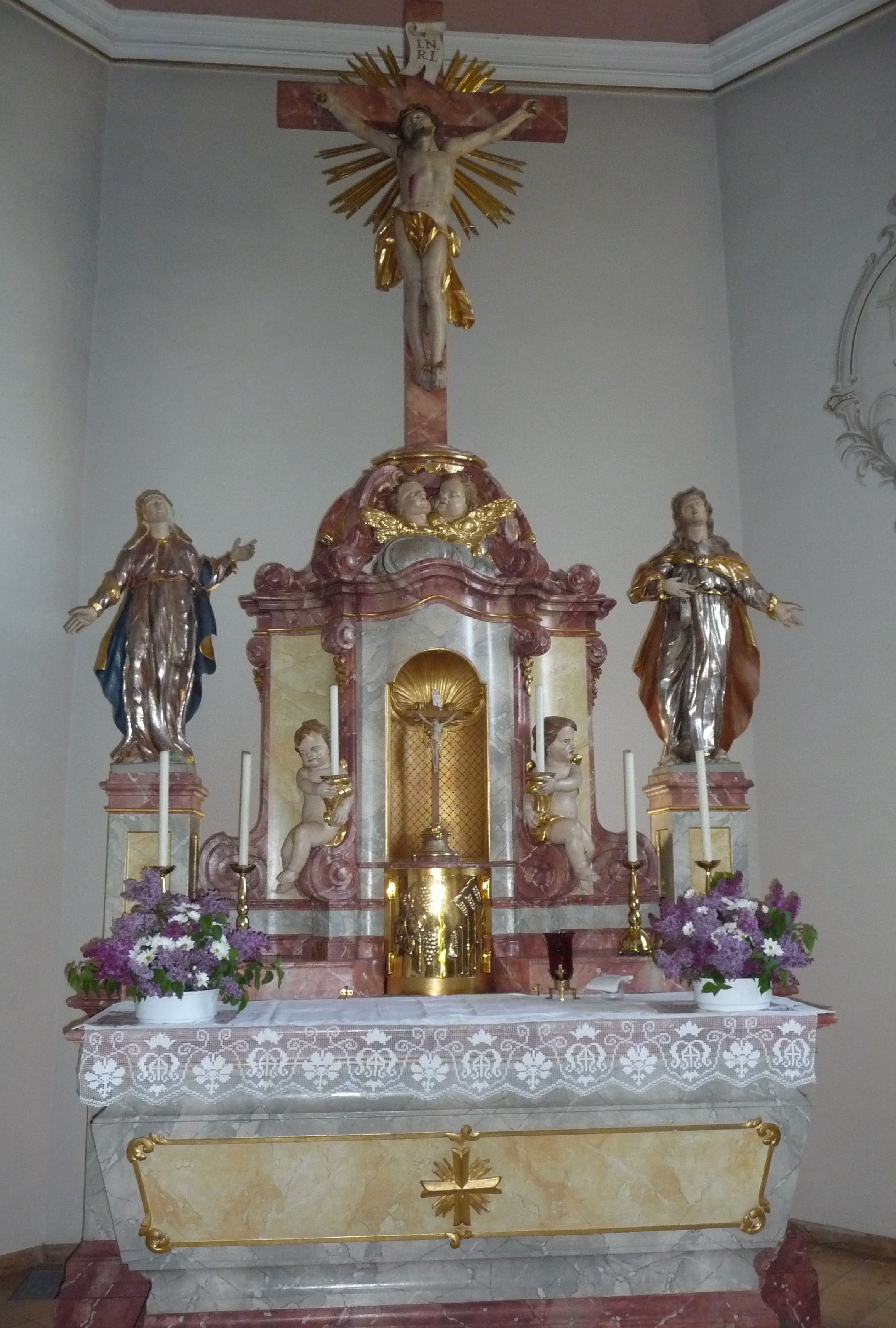
Hochaltar
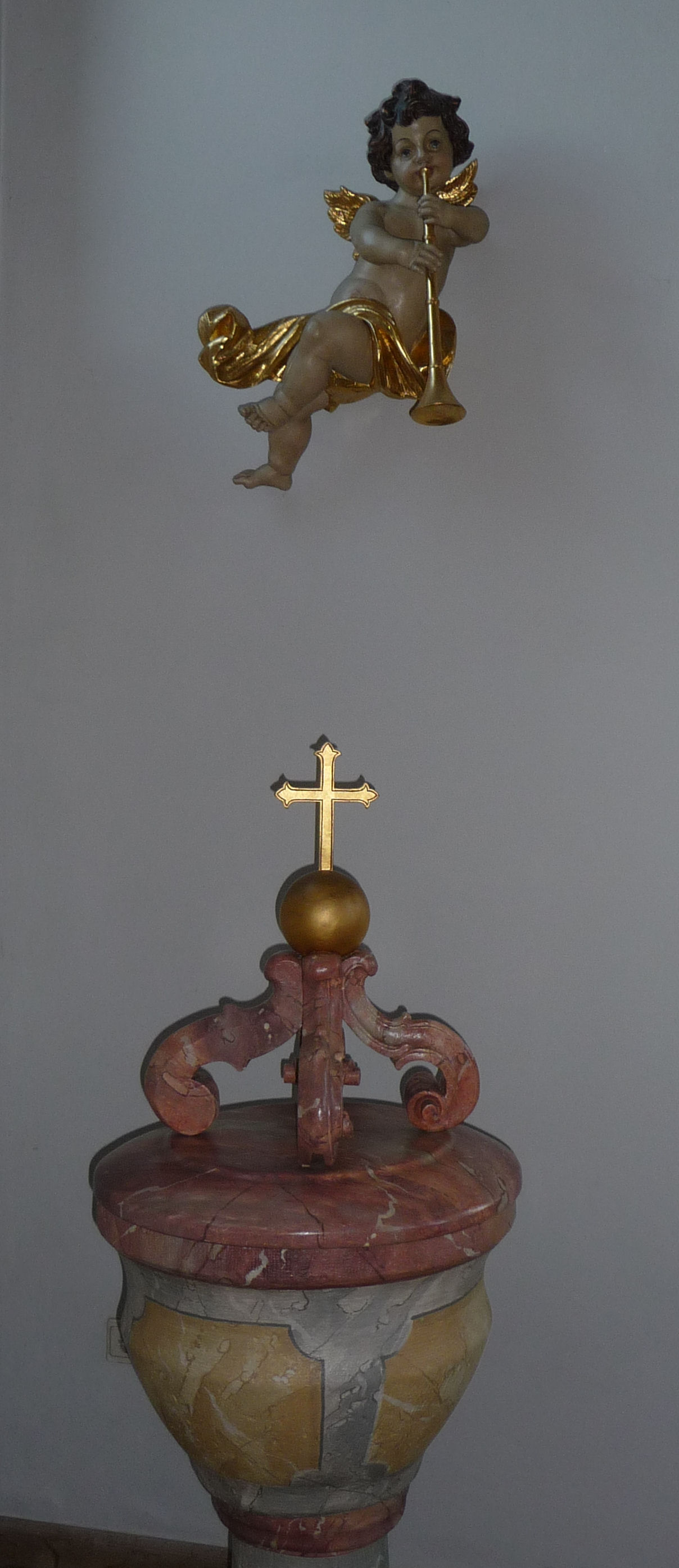
Taufstein
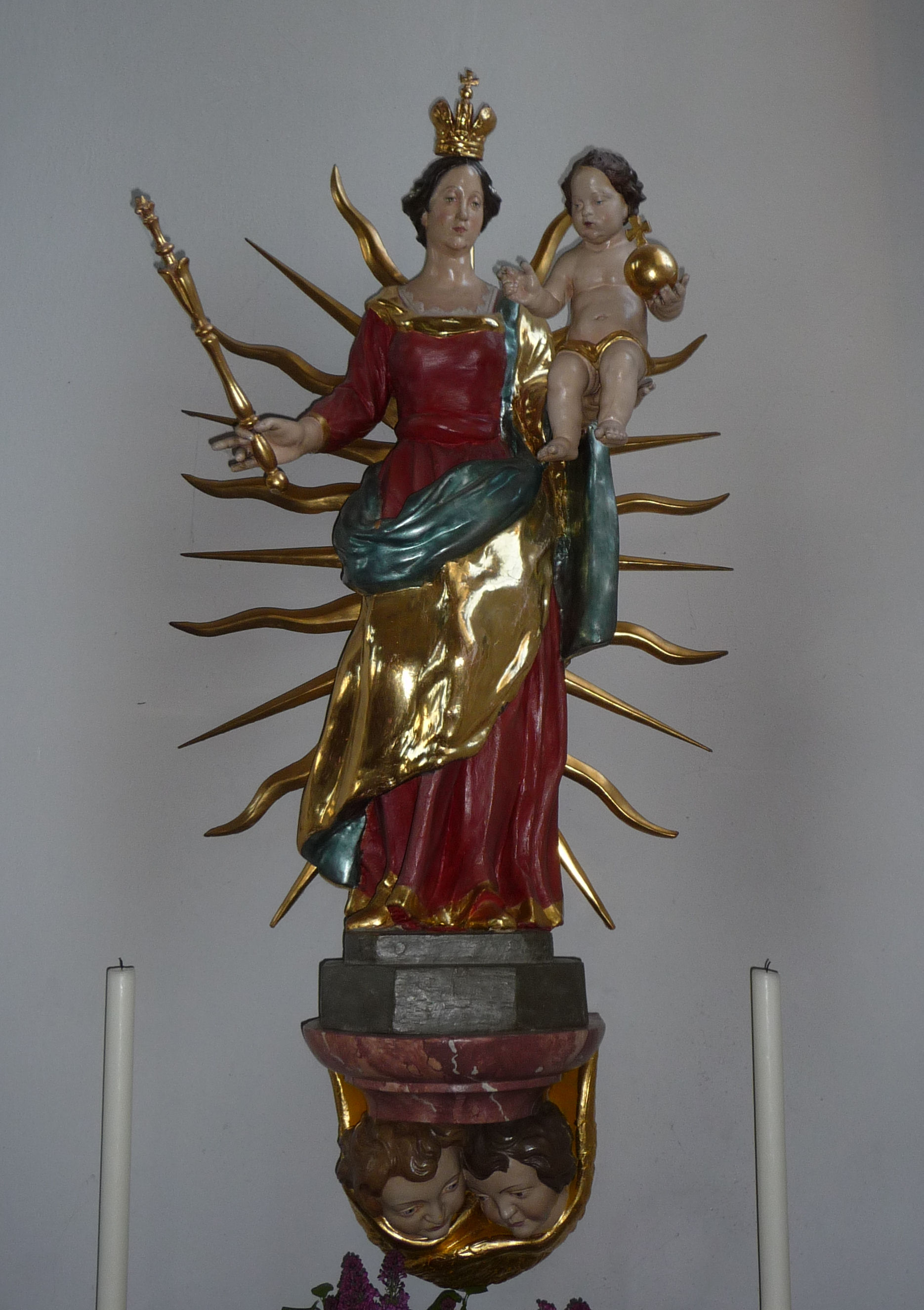
Madonna
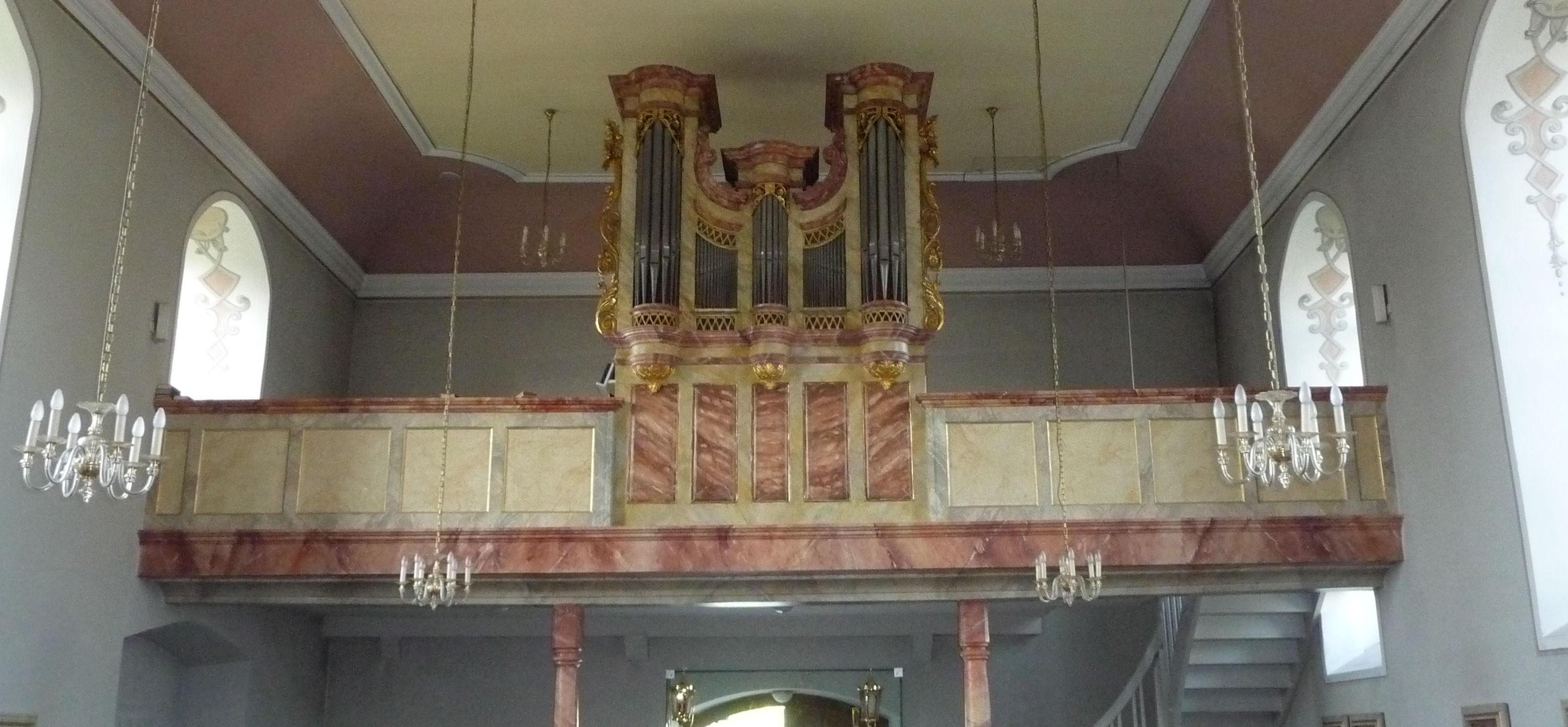
Orgel

| I Hauptwerk C–d3 |           |       |
| 1.               | Gedackt   | 8′    |
| 2.               | Principal | 4′    |
| 3.               | Gedackt   | 4′    |
| 4.               | Octave    | 2′    |
| 5.               | Quint     | 1 ⁄2′ |
| 6.               | Mixtur II | 1′    |
| 7.               | Cromorne  | 8′    |

| Pedal C–f0 |            |    |
| 8.         | Violonbass | 8′ |

- Hochaltar
- Taufstein
- Madonna
- Orgel